# Idris Muhammad
Idris Muhammad, né Leo Morris (13 novembre 1939 à La Nouvelle-Orléans, Louisiane –  29 juillet 2014) est un batteur américain de jazz. Il est un musicien emblématique du jazz de La Nouvelle-Orléans et compte parmi les grands batteurs américains.

## Biographie
Idris Muhammad, de son nom de naissance Leo Morris, né le 13 novembre 1939 à La Nouvelle-Orléans dans l'état de Louisiane. Son père était un banjoïste tandis que ses frères étaient des batteurs,. Idris Muhammad s'intéresse rapidement à la musique et en particulier aux percussions, bien qu'il apprécie tous les instruments de musique.
Idris Muhammad débute dans le monde professionnel de la musique dès l'âge de 16 ans, en jouant sur le titre "Blueberry Hill" de Fats Domino en 1956.

## Style musical
Muhammad était connu pour son style funky. Il a enregistré de nombreux albums et a joué avec les plus grands jazzmen, notamment Lou Donaldson, Johnny Griffin, Pharoah Sanders et Grover Washington, Jr.. Il accompagnait fréquemment les tournées d'Ahmad Jamal.

## Vie privée
Comme certains jazzmen afro-américains, il s'est converti à l'Islam dans les années 1960 et a alors pris le nom d'Idris Muhammad.
En 1966, il épouse Dolores « LaLa » Brooks, membre du groupe les Crystals ; elle s'est également convertie à l'islam, prenant le nom de Sakinah Muhammad. Ils ont divorcé en 1999. Ils ont eu ensemble deux fils et deux filles.

## Discographie

### En tant que leader
- 1970: Black Rhythm Revolution! (Prestige)
- 1971: Peace and Rhythm (Prestige)
- 1974: Power of Soul (Kudu)
- 1976: House of the Rising Sun (Kudu)
- 1977: Turn This Mutha Out (Kudu)
- 1978: Boogie to the Top (Kudu)
- 1978: You Ain't No Friend of Mine (Fantasy Records)
- 1979:  Foxhuntin (Fantasy)
- 1980: Make It Count (Fantasy)
- 1980: Kabsha (Theresa)
- 1992: My Turn (Lipstick)
- 1998: Right Now (Cannonball)

### En tant que sideman
Avec Kamal Abdul-Alim
- Dance (Stash, 1983)

Avec Nat Adderley
- Calling Out Loud (CTI, 1968)

Avec Gene Ammons
- The Black Cat! (Prestige, 1970)
- You Talk That Talk! (Prestige, 1971)
- My Way (Prestige, 1971)
- Got My Own (Prestige, 1972)
- Big Bad Jug (Prestige, 1972)

Avec George Benson
- Tell It Like It Is (A&M/CTI, 1969)

Avec Walter Bishop, Jr.
- Bish Bash (Xanadu, 1968 [1975])

Avec Rusty Bryant
- Soul Liberation (Prestige, 1970)
- Fire Eater (Prestige, 1971)
- Wild Fire (Prestige, 1971)

Avec George Coleman
- Manhattan Panorama (Theresa, 1985)

Avec Paul Desmond
- Summertime (A&M/CTI, 1968)

Avec Fats Domino
- Blueberry Hill (1956)

Avec Lou Donaldson
- Fried Buzzard (Cadet, 1965)
- Blowing in the Wind (Cadet, 1966)
- Lou Donaldson At His Best (Cadet, 1966)
- Alligator Bogaloo (Blue Note, 1967)
- Mr. Shing-A-Ling (Blue Note, 1967)
- Midnight Creeper (Blue Note, 1968)
- Say It Loud! (Blue Note, 1968)
- Hot Dog (Blue Note, 1969)
- Everything I Play is Funky (Blue Note, 1970)
- Pretty Things (Blue Note, 1970)
- The Scorpion (Blue Note, 1970)
- Cosmos (Blue Note, 1971)
- Sweet Poppa Lou (Muse, 1981)

Avec Charles Earland
- Black Talk! (Prestige, 1969)

Avec Grant Green
- Carryin' On (Blue Note, 1969)
- Green Is Beautiful (Blue Note, 1970)
- Alive! (Blue Note, 1970)
- Live at Club Mozambique (Blue Note 2006, recorded 1971)

Avec Benjamin Herman
- Get In (1999)

Avec John Hicks
- Some Other Time (Theresa, 1981)
- In Concert (Theresa, 1984 [1986])
- Inc. 1 (DIW, 1985)
- Is That So? (Timeless, 1991)

Avec Andrew Hill
- Grass Roots (Blue Note, 1968)

Avec Freddie Hubbard
- New Colors (Hip Bop Essence, 2001)

Avec Bobbi Humphrey
- Flute In (Blue Note, 1971)

Avec Willis Jackson
- Bar Wars (Muse, 1977)

Avec Ahmad Jamal
- The Essence Part One (Birdology, 1995)
- Big Byrd: The Essence Part 2 (Birdology, 1995)
- Nature: The Essence Part Three (Birdology, 1997)
- Picture Perfect (Birdology, 2000)
- Ahmad Jamal 70th Birthday (2000)
- In Search of Momentum (Dreyfus, 2002)
- After Fajr (Dreyfus, 2005)
- It's Magic (Dreyfus, 2008)
- The Essence Part One (Birdology, 1995)

Avec Bob James
- Touchdown (Tappan Zee, 1978)

Avec J. J. Johnson et Kai Winding
- Betwixt & Between (A&M/CTI, 1969)

Avec Rodney Jones
- Soul Manifesto (1991)

Avec Keystone Trio
- Heart Beats (1996)[6]
- Newklear Music: The Songs of Sonny Rollins (1997)[7]

Avec Charles Kynard
- Wa-Tu-Wa-Zui (Beautiful People) (Prestige, 1970)

Avec Joe Lovano
- Friendly Fire (Blue Note, 1998)
- Flights of Fancy: Trio Fascination Edition Two (Blue Note, 2000)

Avec Johnny Lytle
- Fast Hands (Muse, 1980)
- Good Vibes (Muse, 1982)

Avec Harold Mabern
- Workin' & Wailin' (Prestige, 1969)
- Greasy Kid Stuff! (Prestige, 1970)

Avec Roberto Magris
- Mating Call (JMood, 2010)

Avec Tisziji Munoz
- Visiting This Planet (Anami Music, ?)
- Hearing Voices (Anami Music, ?)

Avec Don Patterson
- Why Not... (Muse, 1978)

Avec Houston Person
- Person to Person! (Prestige, 1970)
- Wild Flower (Muse, 1977)

Avec Ernest Ranglin
- Below the Bassline (Island, 1998)

Avec Roots
- Stablemates (In+Out Records, 1993)

Avec Pharoah Sanders
- Jewels of Thought (Impulse!, 1969)
- Journey to the One (Theresa, 1980)
- Pharoah Sanders Live... (Theresa, 1982)
- Heart is a Melody (Theresa, 1982)
- Shukuru (Theresa, 1985)
- Africa (Timeless, 1987)

Avec John Scofield
- Groove Elation (Blue Note, 1995)

Avec Shirley Scott
- Lean on Me (Cadet, 1972)

Avec Lonnie Smith
- Turning Point (Blue Note, 1969)

Avec Melvin Sparks
- Sparks! (Prestige, 1970)
- Spark Plug (Prestige, 1971)
- Akilah! (Prestige, 1972)

Avec Leon Spencer
- Sneak Preview! (Prestige, 1970)
- Louisiana Slim (Prestige, 1971)
- Bad Walking Woman (Prestige, 1972)
- Where I'm Coming From (Prestige, 1972)

Avec Bob Stewart
- First Line (JMT, 1988)

Avec Sonny Stitt
- Turn It On! (Prestige, 1971)
- Black Vibrations (Prestige, 1971)
- Goin' Down Slow (Prestige, 1972)

Avec Gábor Szabó
- Macho (Salvation, 1975)

Avec Stanley Turrentine
- Common Touch (Blue Note, 1968)
- The Man with the Sad Face (Fantasy, 1976)

Avec Randy Weston
- Portraits of Duke Ellington (Verve, 1989)
- Portraits of Thelonious Monk (Verve, 1989)
- Self Portraits (Verve, 1989)
- Spirits of Our Ancestors (Verve, 1991)

Avec Grover Washington Jr.
- Inner City Blues (Kudu, 1972)

Avec Reuben Wilson
- Love Bug (Blue Note, 1969)